# Майське золоторудне родовище
Майське золоторудне родовище — родовище золота в Середньому Придніпров'ї, Україна.

## Загальний опис
Мінеральний склад руди (%): пірит, піротин 0,52; магнетит, гематит 2,14; кварц 40,0; польовий шпат 30,0; логопіт, біотит, мусковіт 8,0; хлорит 3,0; карбонат 1,0. Золото в пробі руди пластинчасте, грудкувате, інтерстиційне. Гранулометричний склад золота: крупне 50 — 60 %, дрібне 30 %, тонке 10 — 20 %. При крупнисті матеріалу — 0,2 мм установлене тонке золото в слюді, піриті, амфіболі, магнетиті і ґранаті. Фазовий склад золота при крупнисті матеріалу — 0,074 мм показав, що основна кількість золота вільне–41,2 % та в зростках 39,0 %, незначна кількість вільного золота покрита плівками гідрооксидів і карбонатів –5,9 %, із сульфідами зв'язано 2,7 % , з оксидами 8,0 % золота, із силікатами 3,2 %. За формою золото можна виділити: масивне («лите»)–20,6 %; прокачане, пластини–9,0 %; подовжені агрегати –11,7 %; «ажурне»–58,1 %; зростки з біотитом і кварцом–0,6 %. Пробність золота — 950—980.
На Майському родовищі виділено два різновиди золотовмісних руд: руди високої якості, переробка яких можлива цілком за гравітаційною схемою збагачення; руди, ефективне збагачення яких досягається за гравітаційно-флотаційною схемою збагачення. Вилучення золота за цими схемами на стадії збагачення становить 92 %.